# Германско-северомакедонские отношения
Германско-северомакедонские отношения — двусторонние дипломатические отношения между Германией и Северной Македонией.

## История
Ключевые аспекты двусторонних отношений включают: политическое развитие Северной Македонии после обретения независимости, роль Германии как ведущего партнёра страны по сотрудничеству и тесные личные связи, налаженные через примерно 100 000 граждан Северной Македонии, проживающих в Германии. Германия поддерживает интеграцию Северной Македонии в евроатлантические структуры и необходимых для этого реформ, прежде всего в области верховенства закона. Осуществляется множество программ и проектов сотрудничества с правительством государства и гражданским обществом, например через «Германское общество международного сотрудничества» (GIZ), «Германский фонд международного правового сотрудничества» (IRZ) и Службу гражданского мира (CPS). 
Федеральное министерство иностранных дел Германии поддерживает несколько программ и проектов сотрудничества, в основном за счет средств Пакта стабильности. Сотрудничество в целях развития сосредоточено на проектах экологически чистой инфраструктуры (особенно гидроэнергетики и ветроэнергетики, водоснабжения, утилизации отходов и охраны природы), укреплении социальной инфраструктуры с помощью муниципальных проектов и поддержке развития рыночной экономики, в частности, путём поощрения малых и средних предприятий, модернизация сельского хозяйства и приведение законодательства в соответствие со стандартами Европейского союза. 

## Торговля
Германия — важнейший торговый партнер Северной Македонии. Германия остается основным экспортным рынком страны, при этом примерно 50 % экспорта товаров страны направляется в Германию, а также на неё приходится самая большая доля импорта страны. В Северной Македонии представлены более 200 компаний с германским капиталом, в которых работает около 20 000 человек. За последние несколько лет посольство Германии в Скопье организовало кинофестиваль и показало новые германские фильмы в городах по всей стране. В сотрудничестве с Институтом имени Гёте поддерживается обмен с германскими культурными деятелями, организует выставки и концерты. Ввиду широких политических и экономических отношений страны с Германией, существует значительный интерес к немецкому языку, который в настоящее время является вторым по изучению иностранным языком в Северной Македонии после английского.

## Дипломатические миссии
- Германия имеет посольство в Скопье[2].
- Северная Македония содержит посольство в Берлине[3].